# Werner Rauschhardt
Werner Rauschhardt (* 24. November 1949 in Dermbach; † 18. April 2019) war ein deutscher Bildhauer und Restaurator.

## Leben und Werk
Rauschhardt besuchte die Grundschule in Empfertshausen, absolviert ab 1964 eine Lehre als Holzbildhauer und arbeitete dann bis 1968 in seinem Beruf. Nachdem er Wehrdienst bei der NVA geleistet hatte, studierte er von 1972 bis 1967 in der Fachrichtung Plastik der Hochschule für Bildende Künste Dresden. Seine Lehrer waren Walter Arnold, Helmut Heinze und Gerd Jaeger. Danach arbeitete er als freischaffender Bildhauer und Steinrestaurator in Zwickau. U. a. arbeitete er mit Bernd Sauermann an der Schadens-Dokumentation und der Vorbereitung der Restaurierung des Rietschelgiebels und war er an der Gestaltung des Innenraums der Dresdner Frauenkirche beteiligt.
1988 war er auch Lehrbeauftragter an der Abendschule Bautzen.
Rauschhardt war bis 1990 Mitglied des Verbands Bildender Künstler der DDR und dann des Künstlerbunds Dresden, dessen Sprecherrat er angehörte.
Er wurde in Dresden auf dem Äußeren Briesnitzer Friedhof beigesetzt.

## Werke (Auswahl)
- Porträt W. (Gips, getönt; 1980 auf der Ausstellung Junge Künstler der DDR)
- Stehende (1981/1982; Statue, Eichenholz; auf der IX. Kunstausstellung der DDR)[5]
- Selbstporträt (1987; Büste, Terrakotta; auf der X. Kunstausstellung der DDR)
- Krokodil (1988, Holz; Chemnitz, vormals auf einem Spielplatz im Park am Falkeplatz)[6]
- Denkmal für Katharina von Weida, Burggräfin zu Dohna (1989; ursprünglich Sandstein. Nach Beschädigung z. T. mit Rochlitzer Porphyr ergänzt; Dohna, Marktplatz)[7][8]

## Ausstellungen (unvollständig)

### Einzelausstellungen
- 1988: Zwickau (mit Regina Franke und Wolfgang Lehmann)
- 2010: Hainewalde, Schloss Hainewalde (mit Madlen Kluge und Hendrik Schöne)

### Teilnahme an Ausstellungen
- 1979 und 1985: Karl-Marx-Stadt, Bezirkskunstausstellungen
- 1980: Frankfurt/Oder, Sport- und Ausstellungszentrum („Junge Künstler der DDR “)
- 1982/1983 und 1987/1988: Dresden, IX. und X. Kunstausstellung der DDR
- 1984/1985: Karl-Marx-Stadt, Museum am Theaterplatz („Retrospektive 1945–1984. Bildende Kunst im Bezirk Karl-Marx-Stadt“)
- 1989: Karl-Marx-Stadt, Museum am Theaterplatz („Plastik. Bildhauer des Bezirkes Karl-Marx-Stadt“)
- 2004: Dresden, Finanzministerium („Dresdner Künstler unter der steinernen Glocke“)[9]
- 2019: Pulsnitz, Ostsächsische Kunsthalle („Künstler der Oberlausitz“)